# Mazhang

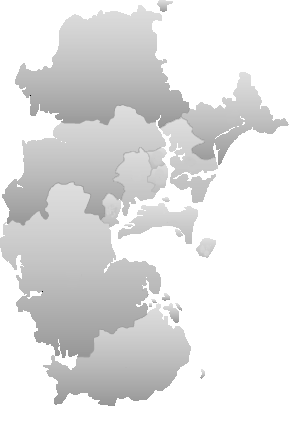
Lage des Stadtbezirks Mazhang im Gebiet der bezirksfreien Stadt Zhanjiang

Mazhang (麻章区,  Mázhāng Qū) ist ein Stadtbezirk der bezirksfreien Stadt Zhanjiang in der chinesischen Provinz Guangdong. Mazhang hat eine Fläche von 970,1 Quadratkilometern und zählt 578.207 Einwohner (Stand: Zensus 2020).

## Bevölkerung
Zum Jahresende 2015 lebten in Mazhang 271 500 Personen, davon waren 107 300 Stadtbewohner (39,52 %) und 164 200 Landbewohner (60,48 %). Zum gleichen Zeitpunkt waren jedoch 295 979 Personen in 70 073 Haushalten in Mazhang registriert. Die registrierte Bevölkerung setzt sich aus 155 952 Männern (52,7 %) und 140 027 (47,3 %) Frauen zusammen. Die ansässige Bevölkerung ist von 202 600 Personen im Jahr 1991 auf 271 500 im Jahr 2016 gestiegen;, im Jahr 2015 lag die Geburtenrate bei 12,6 ‰, die Sterberate bei 5,06 ‰ und das natürliche Bevölkerungswachstum bei 7,54 ‰.

## Administrative Gliederung
Auf Gemeindeebene setzt sich der Stadtbezirk aus sieben Großgemeinden zusammen. Diese sind:
- Großgemeinde Mazhang 麻章镇
- Großgemeinde Taipung 太平镇
- Großgemeinde Huguang 湖光镇
- Großgemeinde Dongshan 东山镇
- Großgemeinde Dongjian 东简镇
- Großgemeinde Min'an 民安镇
- Großgemeinde Naozhou 硇洲镇